# Os Psicodélicos
GRBS Os Psicodélicos é um bloco carnavalesco de Campos dos Goytacazes.

## História
Bloco de Samba fundado em 06 de Fevereiro de 1968, por jovens do Morrinho (Rua Sacramento [Rua Lacerda Sobrinho]), apaixonados por Samba e Carnaval. É o mais tradicional Bloco de Samba de Campos dos Goytacazes-RJ. Celeiro de alguns dos maiores sambas e sambistas da história do Samba e do Carnaval de Campos dos Goytacazes-RJ. Reduto das maiores e melhores Rodas de Samba da cidade. É o maior campeão do carnaval de Campos dos Goytacazes-RJ.[carece de fontes?]

## Segmentos

### Diretores
Presidente : Antônio Simões (Charuto)
Vice-Presidente: Paulo César (Caxinguelê)

### Carnavais
| Ano  | Colocação | Grupo    | Enredo                                                                                             | Enredo de:                                                         | Samba de: | Ref               |
| ---- | --------- | -------- | -------------------------------------------------------------------------------------------------- | ------------------------------------------------------------------ | --- | ----------------- |
| 1968 |           |          | Ripies no Samba                                                                                    |                                                                    | Benedito Sérgio de almeida |                   |
| 1969 |           |          | Baianas e Garimpeiros                                                                              |                                                                    | Silvinho e Amaro Almeida |                   |
| 1970 |           |          | Índios na Cabana                                                                                   |                                                                    | Manuel Tancredo |                   |
| 1971 | Campeão   |          | Carnaval no Hawaí                                                                                  |                                                                    | Silvinho Feydit |                   |
| 1972 | Campeão   |          | Zum Zum Zê                                                                                         |                                                                    | Silvinho e Jorge da Paz Almeida                                                                                                |                   |
| 1973 | Campeão   |          | O Mar                                                                                              |                                                                    | Caudinho da Hora |                   |
| 1974 | Campeão   |          | Rosa Vermelhas                                                                                     |                                                                    | Ala dos Compositores |                   |
| 1975 |           |          | Brasil Nós o Amamos                                                                                | Adahir Ferrera                                                     | Silvinho e Eneida Feydit |                   |
| 1976 | Campeão   |          | Carnaval do carnavais                                                                              | Comissão de Carnaval                                               | Silvinho Feydit |                   |
| 1977 | Campeão   |          | Sonhos e Ilusões de Criança                                                                        | Silvinho Feydit                                                    | Claudinho da Hora |                   |
| 1978 | Campeão   |          | ...E assim se passaram 10 Anos                                                                     | Comissão de Carnaval                                               | Luiz e Carrasco |                   |
| 1979 | Campeão   |          | Brasil Folclore                                                                                    | Adhair Ferreira                                                    | Josélia Feydit e Silvinho Feydit                                                                                               |                   |
| 1980 | Campeão   |          | Descobrimento, Liberdade e Igualdade                                                               | Manuel Tancredo                                                    | Francisquinho Caldas E Rubens Santos                                                                                           |                   |
| 1981 | Campeão   |          | Bahia Encanto e Magia                                                                              | Décio Pinto Almeida                                                | Rubens Pereira Louzada |                   |
| 1982 | Campeão   |          | Que maravilha a Troupe Chegou                                                                      | Adahir Ferreira                                                    | Francisquinho Caldas e Jorge da Paz                                                                                            |                   |
| 1983 |           |          | Saturnal do Poema de Baco a Luz do Mal                                                             | Deneval Filho                                                      | João Damásio e Fernando Leite                                                                                                  |                   |
| 1984 |           |          | Esses Homens Geniais e suas Criações Maravilhosas                                                  | Adhair Ferreira                                                    | Luís e Carrasco |                   |
| 1985 | Campeão   |          | Entre o mais que perfeito e o Futuro condicional o Presente Singular                               | Josélia e Eneida Feydit                                            | Francisco Caldas |                   |
| 1986 | Campeão   |          | Agora se vê melhor                                                                                 | Irmãs Feydit                                                       | Francisco Caldas |                   |
| 1987 |           |          | Aquarela de um País Tropical                                                                       | Irmãs Feydit                                                       | Wellington Corrêa Nunes |                   |
| 1988 | Campeão   |          | Raízes do Samba a Glória de uma Manifestação Folclórica - Carnaval                                 | Ana Maria Firmino, Silvio Feydit ,Marco Aurélio e Amilcar Oliveira | Francisquinho Caldas |                   |
| 1989 |           |          | Ouro Verde da Terra do Pau Brasil                                                                  | Jonas de Souza                                                     | Silvio Feydit e Luís Carrasco                                                                                                  |                   |
| 1990 | Campeão   |          | Janahy, uma História de Amor                                                                       | Adhair Ferreira                                                    | Josélia Feydit, Aloir e Wellington                                                                                             |                   |
| 1991 | Campeão   |          | Aconteceu no Boulevard                                                                             | Joaquim Almeida                                                    | Josélia Feydit, Sivio Feydit, Marquinho Grande e Toninho Chita                                                                 |                   |
| 1992 | Campeão   |          | Trianon Sonho e Magia                                                                              | Adhair Ferreira                                                    | Jair Alves, Marcos Augusto e Waldir Fufuca                                                                                     |                   |
| 1993 |           |          | Esta prata vale ouro                                                                               | Comissão de Carnaval                                               | Jair Alves, Marcos Augusto e Waldir Fufuca                                                                                     |                   |
| 1994 |           |          | Os Psicodélicos na Corte do Maracatú                                                               | Amilcar de Oliveira                                                | Maguila e Bingo |                   |
| 1995 |           |          | Domingo na Quinta                                                                                  | Josélia Feydit Ferreira                                            | Francisquinho Caldas e Joel Pimenta                                                                                            |                   |
| 1996 |           |          | Quissamã, sua terra, sua gente                                                                     |                                                                    | Maguila, Bingo, Sivio, Francisquinho, damásio, Beto Boné, Rubens, Dalvino, Aloir, Virginia, Luis Pepé, Carrasco e Jorge da Paz |                   |
| 1997 |           |          | |                                                                    | |                   |
| 1998 |           |          | |                                                                    | |                   |
| 1999 |           |          | Perfume, História e Sedução                                                                        |                                                                    | Bambu, Wilson e Branco |                   |
| 2000 |           |          | Descendo a Serra                                                                                   |                                                                    | |                   |
| 2001 |           |          | |                                                                    | |                   |
| 2002 |           |          | Em Cultura nem tudo é compromisso, é Realização                                                    |                                                                    | |                   |
| 2003 |           |          | Brasil Folclore - Boi Chok                                                                         |                                                                    | |                   |
| 2004 |           |          | Homenagem ao Morrinho                                                                              |                                                                    | |                   |
| 2005 |           |          | |                                                                    | |                   |
| 2006 |           |          | |                                                                    | |                   |
| 2007 |           |          | |                                                                    | |                   |
| 2008 |           |          | 50Anos da Campos Difusora                                                                          |                                                                    | Maguila e Bingo |                   |
| 2009 |           |          | Os Psicodélicos Invade o Nordeste                                                                  |                                                                    | Paulo Deverli e Lalau |                   |
| 2010 |           |          | |                                                                    | |                   |
| 2011 | Campeão   | Especial | Nas asas da liberdade, o Sol nasce para todos                                                      | Jorge França                                                       | | [ 4 ] [ 1 ] [ 3 ] |
| 2012 | Campeão   | Especial | Na História do Futebol, Os Psicodélicos é uma grande família que comemora o centenário do Goytacaz | Cacá Soares                                                        | | [ 5 ]             |
| 2013 | Campeão   | Especial | Dos lampiões de Campos à boemia carioca                                                            | Cacá Soares                                                        | | [ 6 ]             |
| 2014 | Campeão   | Especial | Mulheres: Mães, Rainhas, Pérola Negra do Meu Carnaval                                              | Jamil Dias                                                         | Vado do PAgode | [ 7 ]             |
| 2015 |           |          | Psicodelicando: A Manifestação da Alma Entre Luzes e Cores                                         |                                                                    | |                   |
| 2016 |           |          | |                                                                    | |                   |
| 2017 |           |          | |                                                                    | |                   |
| 2018 |           |          | Jubileu de Ouro                                                                                    |                                                                    | Toninho Chita |                   |
| 2019 |           |          | |                                                                    | |                   |
| 2020 |           |          | |                                                                    | |                   |